# إد بوك
إد بوك (بالإنجليزية: Ed Book)‏ مواليد 23 سبتمبر 1970 في بوفالو، هو لاعب كرة سلة أمريكي سابق. بدأ مسيرته الاحترافية في سنة 1994. مثّل منتخب بلاده. شارك في دورة الألعاب الأولمبية الصيفية سنة 2004. حقق المركز الثاني في دورة ألعاب الكومنولث 2006. اعتزل اللعب في 2007.

## المسيرة الاحترافية
لعب مع ماناواتو جيتز في موسم 1995–1996، ثم لعب مع ويلينغتون ساينتس في سنة 1997، ثم لعب مع ماناواتو جيتز من سنة 1998 إلى 2001.

## الميداليات
| الميدالية | المسابقة                  |
| --------- | ------------------------- |
| فضية      | دورة ألعاب الكومنولث 2006 |

## روابط خارجية
- إد بوك على موقع الاتحاد الدولي لكرة السلة (الإنجليزية)
- إد بوك على موقع كرة السلة الأوروبية.كوم (الإنجليزية)
- إد بوك على موقع كلية كرة السلة في سبورتس رفرنس.كوم (الإنجليزية)
- إد بوك على موقع ريلجم (الإنجليزية)
- إد بوك على موقع بروبوليرز (الإنجليزية)
- إد بوك على موقع سبورتس رفرنس (الإنجليزية)
- إد بوك على موقع أوليمبيديا (الإنجليزية)
- إد بوك على موقع اللجنة الأولمبية النيوزيلندية (الإنجليزية)
- إد بوك على موقع اتحاد ألعاب الكومنولث (مؤرشف) (الإنجليزية)
- إد بوك على موقع دورة ألعاب الكومنولث 2006 (مؤرشف) (الإنجليزية)